# Djémila
Djémila, Djemila, Djamila o Ǧamilla (àrab: جميلة, Jamīla, ‘bella’) és una antiga ciutat situada al territori de l'actual ciutat del mateix nom, Djemila, a la wilaya de Setif, a Algèria. Fa frontera amb les regions de la Cabília i Constantina. El lloc conté les restes de l'antiga ciutat romana de Cuicul, inscrita a la llista del Patrimoni de la Humanitat de la UNESCO des del 1982.